# Euphonia trinitatis
La eufonia de Trinidad o curruñatá saucito (Euphonia trinitatis) es una especie de ave paseriforme de la familia Fringillidae propia del norte de Sudamérica. 

## Distribución y hábitat
Se encuentra en las selvas tropicales del norte de Colombia, Venezuela y Trinidad y Tobago.